# Mistrzostwa WAFF w piłce nożnej kobiet
Mistrzostwa WAFF w piłce nożnej kobiet (ang. WAFF Women's Championship) – turniej piłkarski w Azji Zachodniej organizowany co dwa lata przez WAFF. Drużyny biorące udział w turnieju to Arabia Saudyjska, Bahrajn, Iran, Irak, Jemen, Jordania, Katar, Kuwejt, Liban, Oman, Palestyna, Syria i Zjednoczone Emiraty Arabskie.

## Historia
Zapoczątkowany został w 2005 roku przez WAFF jako Mistrzostwa kobiet WAFF. W turnieju 2005 uczestniczyły reprezentacje Bahrajnu, Iranu, Jordanii, Palestyny i Syrii. Rozgrywki zostały rozegrane na stadionach Jordanii. 5 drużyn w grupie systemem kołowym walczyła o miejsca na podium. Pierwszy turniej wygrała reprezentacja Jordanii.
Od III edycji drużyny najpierw zostały rozbite na dwie grupy, a potem czwórka najlepszych zespołów systemem pucharowym wyłoniła mistrza. W 2014 roku powrócono o rozgrywek w systemie kołowym z powodu małej ilości uczestników.

## Finały
| 2005 Szczegóły | Jordania         | Jordania | format ligowy          | Iran      | Syria   | format ligowy          | Bahrajn   | 5 |
| 2007 Szczegóły | Jordania         | Jordania | format ligowy          | Iran      | Liban   | format ligowy          | Syria     | 4 |
| 2010 Szczegóły | ZEA              | ZEA      | 1:0                    | Jordania  | Bahrajn | 3:0                    | Palestyna | 6 |
| 2011 Szczegóły | ZEA              | ZEA      | 2:2 po dogr. karne 6:5 | Iran      | Bahrajn | 0:0 po dogr. karne 4:3 | Jordania  | 8 |
| 2014 Szczegóły | Jordania         | Jordania | format ligowy          | Palestyna | Bahrajn | format ligowy          | Katar     | 4 |
| 2019 Szczegóły | Bahrajn          | Jordania | format ligowy          | Bahrajn   | Liban   | format ligowy          | ZEA       | 5 |
| 2022 Szczegóły | Jordania         | Jordania | format ligowy          | Liban     | Syria   | format ligowy          | Palestyna | 5 |
| 2024 Szczegóły | Arabia Saudyjska | Jordania | 2:2 po dogr. karne 5:3 | Nepal     | Liban   | –                      | Palestyna | 8 |

## Statystyki
| Lp. | Drużyna                      | Mistrz | Wicemistrz | Lata triumfów                   |
| --- | ---------------------------- | ------ | ---------- | ------------------------------- |
| 1.  | Jordania                     | 5      | 1          | 2005*, 2007*, 2014*, 2019, 2024 |
| 2.  | Zjednoczone Emiraty Arabskie | 2      | 0          | 2010*, 2011*                    |
| 3.  | Iran                         | 0      | 3          |                                 |
| 4.  | Bahrajn                      | 0      | 1          |                                 |
| 4.  | Palestyna                    | 0      | 1          |                                 |
| 4.  | Nepal                        | 0      | 1          |                                 |

* = jako gospodarz.